# 麦とろの日
麦とろの日（むぎとろのひ）とは、麦とろを食べ、元気に夏を乗り切ってもらおうと、「麦ごはんの会」が制定した記念日。毎年6月16日。
麦ご飯のイメージアップと普及を目指している。日付けの由来は6と16の語呂合わせでムギトロから。